# Stephania Haralabidis
Stephania Haralabidis, född 19 maj 1995, är en grekisk-amerikansk vattenpolospelare. Hon ingick i USA:s landslag som vann damernas turnering i vattenpolo vid olympiska sommarspelen 2020.
Efter skoltiden vid Corona Del Mar High School studerade Haralabidis vid University of Southern California där hon spelade vattenpolo för USC Trojans. Hon tävlade först för Greklands damlandslag i vattenpolo.
Senare tävlade hon för USA och var med om att vinna damernas turnering i vattenpolo vid världsmästerskapen i simsport 2019. I damernas turnering i vattenpolo vid panamerikanska spelen 2019 vann hon sedan skytteligan med 22 mål i turneringen som USA vann. Sommar-OS 2020 sköts upp till 2021 och det blev OS-guld för Haralabidis med det amerikanska landslaget i Tokyo. Sedan blev det ett VM-guld till i Budapest 2022. Även systern Ioanna Haralabidis har spelat vattenpolo för USC Trojans.